# Костін Неніцеску
Костін Неніцеску (рум. Costin D. Neniţescu; 15 липня 1902, Бухарест — 28 липня 1970, Буштень) — румунський вчений, хімік-органік, професор Політехнічного університету Бухареста.

## Біографія

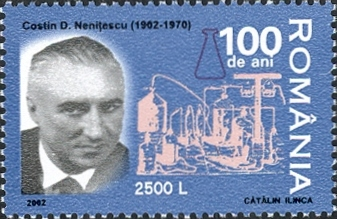
Поштова марка Румунії, 2002

Після закінчення в 1920 році Національного коледжу Георгія Лазара, вступив до Швейцарської вищої технічної школи Цюриха, потім до Мюнхенського університету Людвіга-Максиміліана, де був одним з улюблених учнів Ганса Фішера.
У 1926–1935 рр. працював в Бухарестському університеті, в 1935–1970 рр. — професор Бухарестського політехнічного інституту і одночасно в 1949–1970 рр. був директором Інституту органічної хімії.

## Наукова діяльність
Основні дослідження в області каталізу органічних реакцій хлориду алюмінію, хімії аліциклічних і гетероциклічних сполук, хімії нафти і нафтохімічного синтезу.
Проводив дослідження реакції Фріделя-Крафтса, міграції галогену в циклах і ланцюжках, реакцій, викликаних іонами Карбонія.
Відкрив полімеризацію етилену в поліетилен під впливом натрійорганічних сполук. Розробляв теоретичні питання органічної хімії.
Розробив промисловий спосіб отримання сульфатіазолу. Отримав (1959) циклобутадієн і вивчив його властивості, пояснив хімію цієї нестабільної речовини й виділення її димери.
Визначив групу нафтенових кислот в румунській нафті. Шукав способи отримання циклобутадієну. Автор понад 200 наукових робіт. Видав кілька підручників із загальної та органічної хімії.
Його наукова діяльність багато в чому сприяла розвитку хімічної промисловості Румунії.

## Основні роботи
- «Органічна хімія» (1928);
- «Загальна хімія» (1968).